# آوک هلدینگ
آوک هلدینگ (انگلیسی: AOC Holdings) شرکت اکتشاف و تولید نفت ژاپنی است، که در سال ۲۰۰۳ تأسیس شد.